# Malang (stad)
Malang is een stad en gemeente (kotamadya) gelegen in de provincie Oost-Java ongeveer negentig kilometer ten zuiden van Surabaya op het eiland Java, Indonesië. Er wonen ongeveer een miljoen mensen.
Malang is een relatief koele stad, omdat het hoog gelegen is: 339 tot 662 meter boven zeeniveau. Malang ligt ingesloten tussen twee bergmassieven: in het westen het Kawi-Butakmassief en in het oosten het Tenggergebergte met de actieve Bromo en de Semeru, de hoogste berg van Java.
Malang is een belangrijk toeristencentrum, mede vanwege het prettige klimaat, de art-decobebouwing en vanwege zijn traditionele dansen zoals de Tari Topeng (Dans met maskers), Jaran Pegon en Tari Beskalan.

## Geschiedenis
Malang heeft een oude geschiedenis als plaats in de oude koninkrijken Kanjuruhan en Singhasari. Vanaf 1614 lag het in het bekende koninkrijk Mataram.
In 1879 werd de spoorlijn naar Malang geopend en werd het goed bereikbaar als recreatie-oord. Voor de Tweede Wereldoorlog was Malang (net als Bandung) een geliefd woonoord voor de (gepensioneerde) Nederlanders, vanwege het voor het voormalige Nederlands-Indië "frisse" klimaat. De opzet is die van een tuinstad (brede lanen met bomen en parken) sinds de jaren 1920-1940, die goed behouden is. Er staan veel gebouwen in art-decostijl.

## Lijst van Burgemeesters/Walikota
Malang kreeg in 1914 een gemeenteraad, voorgezeten door een (assistent-)resident; vanaf 1919 kreeg ze als gemeente ook een eigen burgemeester.
Nederlands-Indische tijd
- 1919-1929 H.I. Bussemaker
- 1929-1933 Ir. E.A. Voorneman
- 1933-1936 Ir. P.K.W. Lakeman
- 1936-1942 J.H. Boerstra

Japanse Bezetting
- 1942-1942 Raden Adipati Ario Sam
- 1942-1945 Mr. Soewarso Tirtowidjojo

Indonesische tijd
- 1945-1958 M. Sardjono Wiryohardjono
- 1958-1966 Koesno Soeroatmodjo
- 1966-1968 Kol. M. Ng Soedarto
- 1968-1973 Kol. R. Indra Soedarmadji
- 1973-1983 Kol. Soegiyono
- 1983-1983 Drs. Soeprapto
- 1983-1988 dr. H. Tom Uripan Nitihardjo
- 1988-1989 H. M Soesamto
- 1989-2003 Kol. H. Suyitno
- 2003-2013 Drs. Peni Suparto
- 2013-heden H. Mohammed Anton

## Trivia

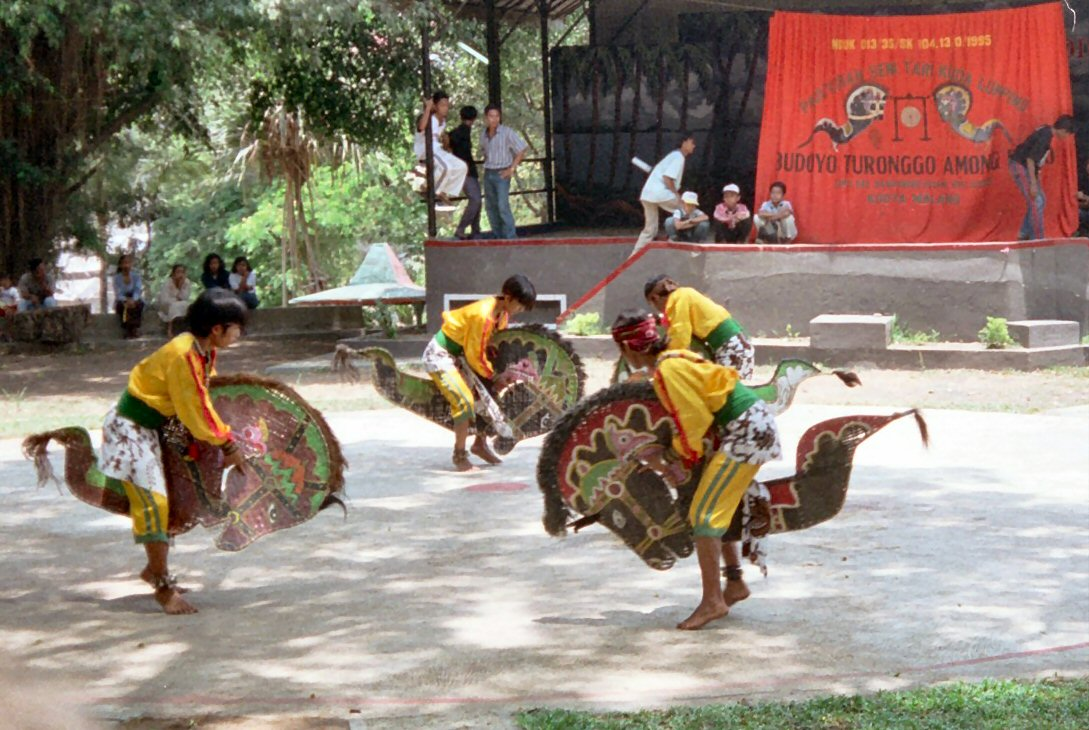
Dansvoorstelling

- Een mevrouw MacLeod-Zelle woonde hier vanaf 1898, later bekend als Mata Hari.
- Tussen 1911-1916 heerste hier de pest die vele tienduizenden slachtoffers maakte.
- Sinds 1914 is het een zelfstandige gemeente en sinds 1929 een stadsgemeente. De eerste burgemeester werd benoemd 1919; daarvoor was de assistent-resident het bestuurshoofd.
- Tijdens de onafhankelijkheidsstrijd (1945-1949) is een groot deel van de binnenstad in brand gezet (taktik bumi hangus genaamd) in het kader van de tactiek van de verschroeide aarde, toen de opstandelingen zich terug moesten trekken voor het oprukkende Nederlandse leger. Een klein deel hiervan is gerestaureerd.
- In het Indonesisch betekent het woord malang pech of ongeluk.

Kaart van de stadsgemeente Malang 20ste eeuw

## Bekende inwoners van Malang

### Geboren
- Salikin Hardjo (1910-1993), Javaans anti-koloniaal
- Josef Ferdinand Arens (1914-2001), Nederlands scheikundige
- Hans Herbert Moritz Fuhri (1915-1942), Nederlands marineofficier en drager Bronzen Leeuw
- Hans van Wiechen (1915-1978), Nederlands arts
- The Siauw Giap (1922-2002), Nederlands socioloog en historicus
- Hans Houtsmuller (1924-2015), Nederlands internist en auteur
- Hans Croon (1936-1985), Nederlands voetballer en voetbalcoach
- Gerrit Korteweg (1937), Nederlands zwemmer
- Anton Zijderveld (1937-2022), Nederlands socioloog en filosoof
- Walter Nobbe (1941-2005), Nederlands kunstschilder en theaterontwerper
- Aage Meinesz (1942-1985), Nederlands meesterkraker
- Munir Said Thalib (1965-2004), Indonesisch mensenrechtenactivist

### Overleden
- Lucien von Römer (1873-1965), Nederlands medicus en seksuoloog

### Woonachtig (geweest)
- Mata Hari (1876-1917), danseres en courtisane

### Nederlands bisschop van Malang
- A. Albers (1939-1973)